# Urban Maschinenbau
Urban GmbH & Co. Maschinenbau KG ist ein im Jahre 1947 begründetes Unternehmen im oberschwäbischen Memmingen. Das Unternehmen ist Marktführer im Maschinenbau für Fertigungslösungen für die Fensterbranche und hat neben der Produktionsstätte in Memmingen, ein Zweigwerk in Forchach, Tirol und Fredericton, New Brunswick.

## Geschichte
Das Unternehmen begann 1947 als Elektroinstallationsbetrieb mit Ladengeschäft in Memmingen. Im Jahre 1969 vergrößerte sich die Firma und siedelte sich im Memminger Süden in der Dornierstraße an. Zwei Jahre zuvor entwickelte Josef Urban sen. die erste „Einkopf-Schweißmaschine“ für Kunststofffenster. In den 1970er Jahren erfolgte der Einstieg in die Produktion von automatischen „Mehrkopf-Schweißmaschinen“ und der Konstruktion und Produktion von automatischen Verputzmaschinen. In den folgenden Jahren wurden Zweigwerke in Forchach und Fredericton errichtet. Urban liefert seine Produkte an Kunden in 100 Länder der Erde.

## Produkte
- Schweißmaschinen
- Verputzmaschinen

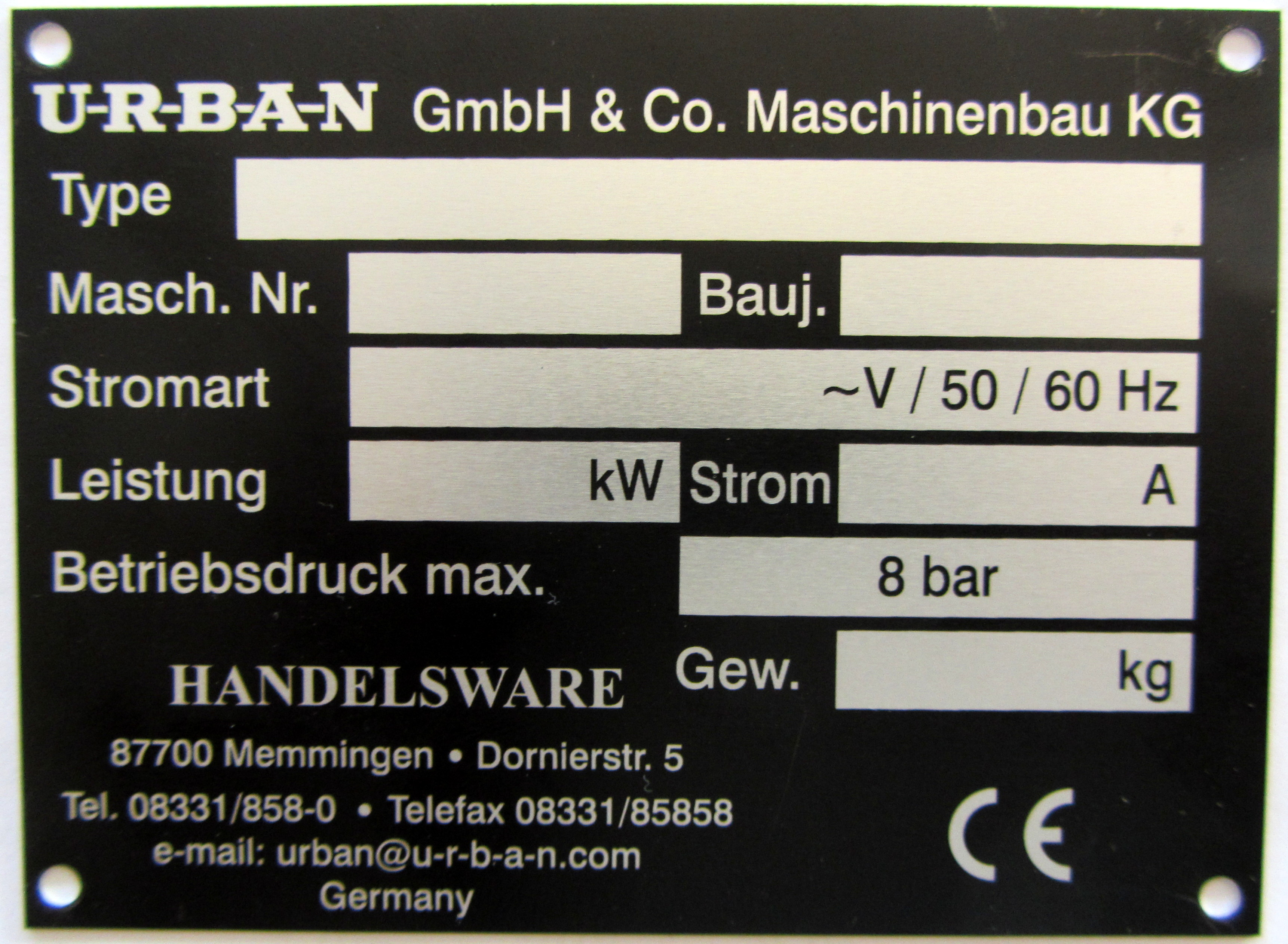
Typenschild der Urban GmbH & Co. Maschinenbau KG

- Betriebseinrichtungen und Zuschnitt
- Beschlagmontage und Stabbearbeitung

Im Jahre 1999 wurde die Firma Marktführer der Maschinenhersteller für die Kunststoff-Fenster Branche.